# كلية حطين (الأردن)
كلية حطين، هي كلية جامعية متوسطة، تقع جنوب العاصمة الأردنية عمان ، تم إنشاء الكلية عام 1985.

## التسمية
أطلق على هذه الكلية إسم حطين تيمنا بمعركة حطين التي  تم على أثرها تحرير القدس على يد صلاح الدين الأيوبي من الصليبيين عام 1187م.

## العمل
باشرت أعمالها في مبانيها الجديدة في مطلع العام 1985، واضعة طموحاتها في المساهمة الفاعلة في خدمة المجتمع المحلي وتخريج الأجيال المتعلمة والمثقفة في مختلف الميادين العلمية والعملية، والمساهمة في رفد السوق المحلية والعربية بما تحتاجه من كفاءات. كما أنها تعمل من خلال برامجها المتعددة على ترسيخ الهوية الوطنية والقومية عند الشباب .

## التخصصات
تضم الكلية التخصصات التالية في برنامج الدبلوم:
- اللغة العربية

- اللغة الإنجليزية

- نظم المعلومات الادارية

- نظم المعلومات المحاسبية

- المحاسبة

- إدارة الأعمال

- نظم المعلومات الحاسوبية

- تكنولوجيا المعلومات

- الصيدلة

- التمريض المشارك

- السجلات الطبية[3]